# Hiro Matsushita
Hiro Matsushita (松下 弘幸), Matsushita Hiroyuki) est un ancien pilote de la série Champ Car et Formula Atlantic qui a remporté le Toyota Atlantic Championship (Pacific) en 1989 en tant que premier et seul pilote japonais. Il est également le premier pilote japonais à participer à 500 miles d'Indianapolis(Indy 500). Il est le petit-fils de Konosuke Matsushita, fondateur de Panasonic, et le fils de Masaharu Matsushita, qui a été le deuxième président de Panasonic pendant seize ans à partir de 1961. Son Su Cette relation lui a permis de recevoir le soutien financier de Panasonic tout au long de sa carrière de pilote.

## Carrière de course
Matsushita a commencé sa carrière de moto dans son pays d'origine entre 1977 et 1979, avant de passer au quatre roues. Soutenu par Panasonic, il a ensuite déménagé aux États-Unis et a participé à sa première Formule Ford course en 1986. Il a terminé deuxième aux 24 heures de Daytona et troisième aux 12 heures de Sebring en 1988. Matsushita s'est fait un nom en remportant le 1989  Toyota Atlantic (division Pacifique) avec la marge de points la plus élevée de tous les temps.

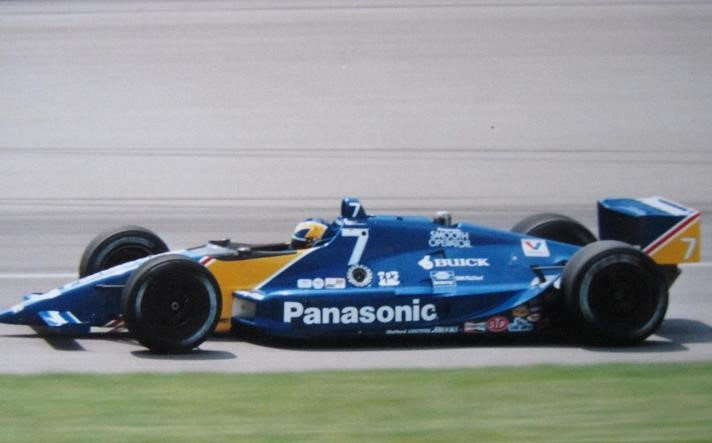
Hiro Matsushita en 1989

Il est diplômé de Champ Car en 1990, marquant un point lors de sa première saison. Inexplicablement, il n'a jamais montré le rythme qui a conduit à quatre victoires de l'Atlantique; au lieu de cela, il a rapidement acquis la réputation d'être à l'arrière de la grille, toujours surenchéri par ses coéquipiers. Cependant, il est devenu le premier pilote japonais à participer à 500 miles d'Indianapolis(Indy 500).
en 1991, et a suivi cet exploit en se classant parmi les dix premiers à  Milwaukee. Matsushita a raté le 500 miles d'Indianapolis 1992 après avoir subi une fracture à la jambe lors d'un accident d'entraînement. Il était hors du jeu pendant plusieurs semaines et a également raté les six événements suivants.
A Indy (plus tard CART puis Champ Car), Matsushita a fait ses débuts en GP de Long Beach, avec le  Simon. Il a terminé à la 19e place, c'était la première des 117 épreuves disputées par le Japonais, considéré comme le pionnier de son pays dans la catégorie. Jusqu'en 1998, il a couru pour le  Walker,  Arciero-Wells et  Payton-Coyne. Il a pris sa retraite de la monoplace en 1998, après avoir terminé quinzième de l'étape de Rio de Janeiro. Matsushita s'est définitivement retiré des pistes après avoir participé à la Baja 1000 course d'endurance, au volant d'une Mitsubishi Montero.

## Le surnom de "King Hiro"
Matsushita est devenu mondialement connu pour avoir entravé le Brésilien Emerson Fittipaldi dans une course Indy (Laguna Seca, 1993). Se disputant la tête, le double champion d'Indianapolis 500 a croisé les Japonais, qui arrivaient très lentement en tête. ESPN, qui a couvert le test, a été contraint de modifier l'audio afin que l'erreur ne se répète pas. L'audio a changé en " ... King Hiro! ... King Hiro! Damn it! ... King Hiro! ". C'est de cette manière inhabituelle que Matsushita a gagné le surnom de «King Hiro».

## Vie personnelle
En 1991, Hiro a acheté Swift Engineering, une société d'ingénierie de vaisseaux spatiaux basée en Californie. Hiro résidait à San Clemente (Californie), États-Unis.

## Voir également
- Konosuke Matsushita
- Swift Engineering